# Sondika
Sondika è un comune spagnolo situato nella comunità autonoma dei Paesi Baschi.